# Tony Dunne
Anthony Peter Dunne (24 tháng 7 năm 1941 - 8 tháng 6 năm 2020) là một cầu thủ bóng đá người Ireland thường xuyên xuất hiện ở vị trí hậu vệ trái cho Manchester United. Anh đã chơi được 33 trận đấu cho đội tuyển Cộng hòa Ireland trong iai đoạn từ năm 1962 cho đến năm 1975. Ông là Cầu thủ xuất sắc nhất năm của Ireland năm 1969.

## Sự nghiệp trẻ
Sinh ra ở Dublin vào ngày 24 tháng 7 năm 1941, Dunne chơi cho Stella Maris khi còn là một cậu học sinh và cả Shelbourne trong giai đoạn 1958–1960. Sau khi giúp Shelbourne giành FAI Youth Cup năm 1959, anh lại giành FAI Cup cùng họ vào năm sau,  đánh bại Cork Hibernians với tỷ số 2–0 tron trận chung kết.

## Manchester United
Một tuần sau trận chung kết, vào ngày 1 tháng 5 năm 1960, anh được Manchester United ký hợp đồng với giá trị 5 000 bảng Anh, để hỗ trợ thêm cho Noel Cantwell và Shay Brennan. Trận ra mắt của anh cho United đến vào ngày 15 tháng 10 năm 1960 với Burnley. Anh ấy đã giúp câu lạc bộ giành Cúp FA năm 1963, hai chức vô địch giải hạng nhất bóng đá Anh vào các năm 1965 và 1967. Danh hiệu cao quý nhất của anh là một phần của đội bóng giành European Cup 1968,  đánh bại Benfica với tỷ số 4–1 trong trận chung kết. Mặc dù trước đó anh đã gặp một chấn thương Gân achilles trong một trận ở vòng tứ kết trước Gornik Zabrze.
Trong sự nghiệp ở United, anh đã ghi được hai bàn thắng và ra sân khoảng 530 trận đấu, chỉ xếp sau Ryan Giggs, Bobby Charlton, Bill Foulkes, Paul Scholes, Gary Neville, Wayne Rooney và Alex Stepney.

## Bolton Wanderers
Anh ở lại Old Trafford cho đến khi bắt đầu mùa giải 1973–74. Sau đó, anh ký hợp đồng với Bolton Wanderers, giúp họ giành giải bóng đá hạng hai Anh trong mùa giải 1977–78.

## Detroit Express
Anh gia nhập Detroit Express để thi đấu tại giải North American Soccer League (NASL) trong năm 1979.

## Sự nghiệp quốc tế
Ông có trận đấu ra mắt đội tuyển Quốc gia lần đầu tiên trong trận thua 2–3 ngay trên sân nhà bởi tuyển Áo vào ngày 8 tháng 4 năm 1962. Trãi qua hơn 13 năm thi đấu, ông ra sân được 33 trận với hai vị trí trên sân đó là trung vệ và hậu vệ trái. Ôn giữ chức vụ đội trưởng trong 4 lần.  Ông được bình chọn là Cầu thủ xuất sắc nhất năm của Ireland năm 1969.

## Sự nghiệp huấn luyện viên
Sau khi giã từ bóng đá chuyên nghiệp, Dunne trở lại Bolton với tư cách là trợ lí huấn luyện viên từ 1979–1981; sau đó ông đã thay thế Bill Foulkes làm nhà quản lí bóng đá cho Steinkjer FK trong giai đoạn 1982–1983.

## Cuộc sống cá nhân
Dunne sống ở Sale và điều hành một trạm đào tạo lái xe ở Altrincham. Ông qua đời vào ngày 8 tháng 6 năm 2020.  Cái chết của ông được Manchester United công bố trên phương tiện truyền thông xã hội, gọi ông là "một người vĩ đại của câu lạc bộ".

## Danh hiệu
Shelbourne
- FAI Cup (1): 1959–60[3]

Manchester United
- giải bóng đá hạng Nhất Anh (2): 1964–65, 1966–67[10]
- Cúp FA (1): 1962–63 FA Cup[3][9]
- European Cup (1): 1967–68 European Cup[9][10]
- FA Charity Shield (2): 1965,[11] 1967[12]

Bolton Wanderers
- giải bóng đá hạng Hai Anh (1): 1977–78[4]